# Juan de Hevia Bolaños

Curia Filipica, 1776 (Fondazione Mansutti, Milano).

Juan de Hevia Bolaños (Oviedo, 1570 – Lima, 1623) è stato un giurista spagnolo.

## Biografia
Studiò diritto a Oviedo, poi si spostò in Perù dove trascorse il resto della propria vita, ma morì in povertà senza eredi. In America approfondì gli studi di diritto commerciale, diventando un celebre giurista di lingua spagnola. La Curia Philipica è la sua opera principale, ritenuto un testo giuridico fondamentale. Pubblicato per la prima volta a Lima nel 1603, poi a Valladolid nel 1605, con molte ristampe lungo tutto il XIX secolo. Dei suoi lavori resta anche il Labyrinthus commercii terrestris et navalis, unica versione in latino del Labyrintho de comercio terrestre y naval, edito a Lima nel 1617. Dal 1644 il libro venne pubblicato insieme alla Curia Philipica come seconda parte.